# Coopertest

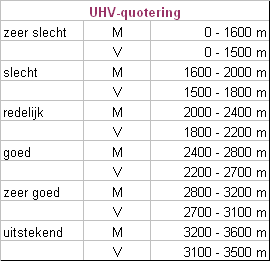
UHV-waarden

Een coopertest is een oefening waarbij de conditie van een deelnemer wordt gemeten. De bekendste vorm daarvan is die waarin een hardloper in 12 minuten een zo groot mogelijke afstand aflegt.
De test is in 1968 ontworpen door Kenneth Cooper, een arts bij de Amerikaanse luchtmacht die in de jaren 60 Amerikaanse ruimtevaarders begeleidde. Cooper liep in zijn jeugd zelf 4'18" op de mijl, maar na zijn medische studies kreeg hij last van hoge bloeddruk en overgewicht. Hij ontwierp voor zichzelf een oefenprogramma om dit overgewicht weg te werken en zijn conditie drastisch te verbeteren. De resultaten die hij dus zelf aan den lijve ondervond, publiceerde hij, en hij overtuigde bovendien de Amerikaanse legerleiding de test te gebruiken om het uithoudingsvermogen van de soldaten te bepalen.
Inmiddels is de coopertest in vrijwel de gehele sportwereld ingevoerd als handig en snel instrument om iemands basisconditie te bepalen: uit de afstand die iemand in 12 minuten loopt kan heel eenvoudig zijn/haar conditiepeil worden afgelezen. De test is daarom geliefd bij sportleraren op middelbare scholen en sportclubs, als conditiemeting. Als de test wordt afgelegd op een stationair apparaat zoals een loopband, hometrainer of crosstrainer en er wordt een cardiogram gemaakt dan ontstaat ook een beeld van de toestand van het hart. Bij een test op het veld kan als alternatief hiervoor ook een hartslagmeter worden omgedaan in combinatie met een polshorloge waarop de hartslag is te zien tijdens de test. Met behulp van een computer of een speciale app op een smartphone of tablet kan dan hiervan een beeld worden gemaakt van de hartslag.
Overigens ontwikkelde Cooper de test ook voor andere activiteiten, zoals fietsen en zwemmen. Hij heeft gekozen voor 12 minuten omdat bij lichamelijke inspanning na ongeveer die tijdsduur de hartslag niet verder stijgt en er een steady state ontstaat. Ook wilde hij per dag een zo groot mogelijk aantal betrouwbare tests uitvoeren.
In zijn studie over de dood van hardloper Jim Fixx heeft Cooper geopperd dat een test van 12 minuten voor sommigen te kort zou kunnen zijn om latente hartproblemen aan het licht te kunnen brengen.
Voor de coopertest worden diverse tabellen gehanteerd. Onderstaande tabellen zijn bedoeld voor: leeftijd 13-20, leeftijd 20-50+ en voor ervaren lopers.
|       |   | Zeer goed | Goed          | Redelijk      | Slecht        | Zeer slecht |
| ----- | - | --------- | ------------- | ------------- | ------------- | ----------- |
| 13-14 | M | 2700+ m   | 2400 - 2700 m | 2200 - 2399 m | 2100 - 2199 m | 2100- m     |
| 13-14 | V | 2000+ m   | 1900 - 2000 m | 1600 - 1899 m | 1500 - 1599 m | 1500- m     |
| 15-16 | M | 2800+ m   | 2500 - 2800 m | 2300 - 2499 m | 2200 - 2299 m | 2200- m     |
| 15-16 | V | 2100+ m   | 2000 - 2100 m | 1700 - 1999 m | 1600 - 1699 m | 1600- m     |
| 17-20 | M | 3000+ m   | 2700 - 3000 m | 2500 - 2699 m | 2300 - 2499 m | 2300- m     |
| 17-20 | V | 2300+ m   | 2100 - 2300 m | 1800 - 2099 m | 1700 - 1799 m | 1700- m     |

|       |   | Zeer goed | Goed          | Redelijk      | Slecht        | Zeer slecht |
| ----- | - | --------- | ------------- | ------------- | ------------- | ----------- |
| 20-29 | M | 2800+ m   | 2400 - 2800 m | 2200 - 2399 m | 1600 - 2199 m | 1600- m     |
| 20-29 | V | 2700+ m   | 2200 - 2700 m | 1800 - 2199 m | 1500 - 1799 m | 1500- m     |
| 30-39 | M | 2700+ m   | 2300 - 2700 m | 1900 - 2299 m | 1500 - 1899 m | 1500- m     |
| 30-39 | V | 2500+ m   | 2000 - 2500 m | 1700 - 1999 m | 1400 - 1699 m | 1400- m     |
| 40-49 | M | 2500+ m   | 2100 - 2500 m | 1700 - 2099 m | 1400 - 1699 m | 1400- m     |
| 40-49 | V | 2300+ m   | 1900 - 2300 m | 1500 - 1899 m | 1200 - 1499 m | 1200- m     |
| 50+   | M | 2400+ m   | 2000 - 2400 m | 1600 - 1999 m | 1300 - 1599 m | 1300- m     |
| 50+   | V | 2200+ m   | 1700 - 2200 m | 1400 - 1699 m | 1100 - 1399 m | 1100- m     |

|       | Zeer goed | Goed          | Redelijk      | Slecht        | Zeer slecht |
| ----- | --------- | ------------- | ------------- | ------------- | ----------- |
| Man   | 3700+ m   | 3400 - 3700 m | 3100 - 3399 m | 2800 - 3099 m | 2800- m     |
| Vrouw | 3000+ m   | 2700 - 3000 m | 2400 - 2699 m | 2100 - 2399 m | 2100- m     |

## Trivia
De wereldrecordhouders (m/v) op de 5000 m zouden bij de coopertest respectievelijk ongeveer 4750 m en 4300 m afleggen.